# تعليم متوسط مهني تحضيري

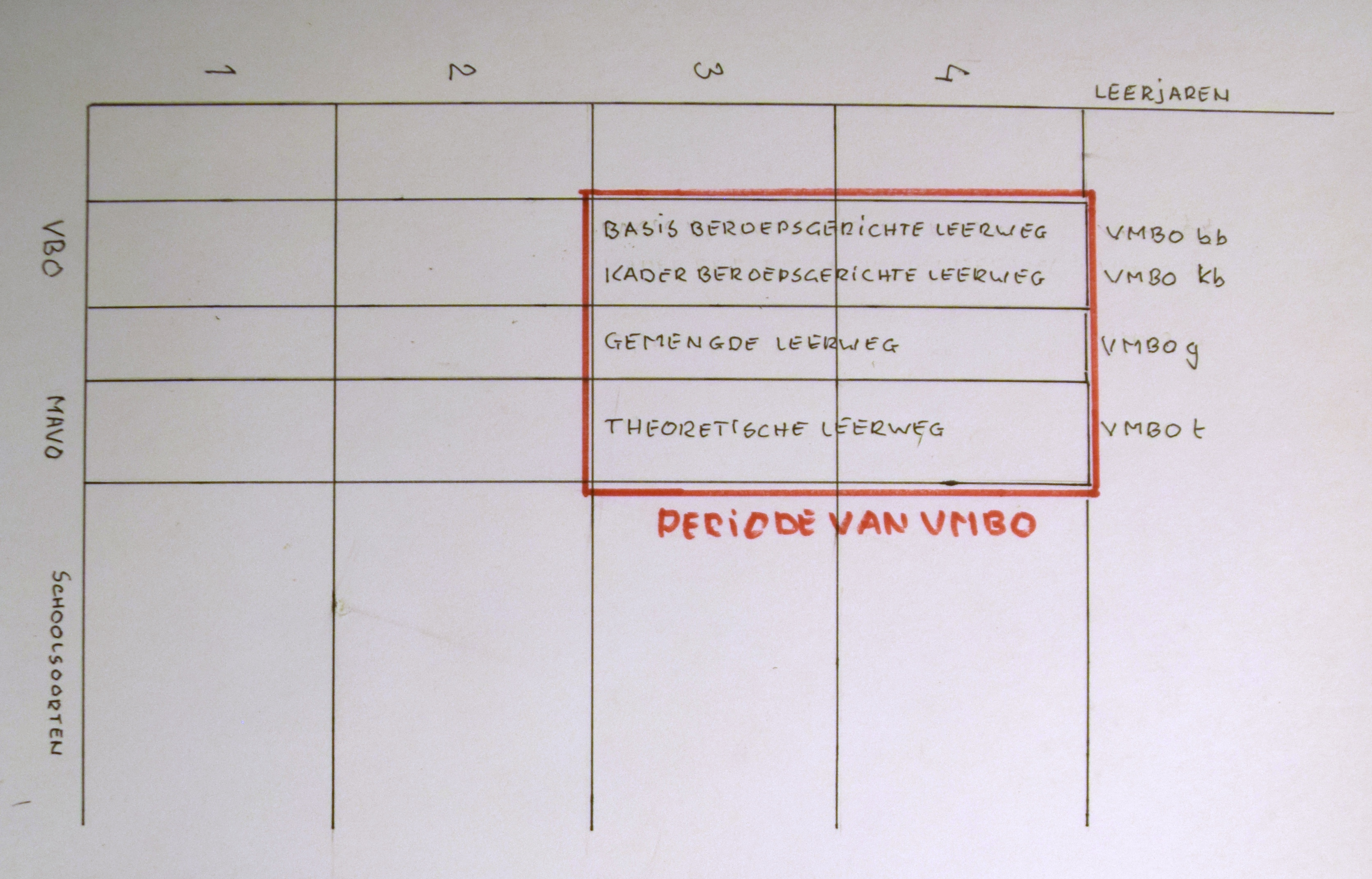
تتضمن الصورة تركيبا مختصرا للحروف الاولى المكونة لتسمية التعليم المتوسط المهني التحضيري باللغة الهولندية

التعليم المتوسط المهني التحضيري (بالهولندية: voorbereidend middelbaar beroepsonderwijs) أو اختصاراً (vmbo) هو مسار المدرسة في هولندا. وهو يدوم أربع سنوات، من سن 12-16. فهو يجمع بين التدريب المهني مع التعليم النظري في اللغة والرياضيات، والتاريخ، والفنون والعلوم.